# Konak Belediyesi Gençlik ve Spor Kulübü (pallavolo maschile)
Il Konak Belediyesi Gençlik ve Spor Kulübü è una società pallavolistica turca, con sede a Smirne: è impegnata esclusivamente in ambito giovanile; fa parte della società polisportiva Konak Belediyesi Gençlik ve Spor Kulübü.

## Storia
La squadra di pallavolo maschile del Konak Belediyesi Gençlik ve Spor Kulübü viene fondata nel 2006, all'interno della società polisportiva omonima. Grazie a due promozioni consecutive, tra il 2012 e il 2013, raggiunge la Voleybol 1. Ligi, in cui debutta nella stagione 2013-14: conclude l'annata in nona posizione, raggiungendo la salvezza dopo i play-out, tuttavia, non riuscendo a trovare uno sponsor, si ritira dalla pallavolo professionistica, continuando solo l'attività giovanile.